# 16274 Pavlica
16274 Pavlica è un asteroide della fascia principale. Scoperto nel 2000, presenta un'orbita caratterizzata da un semiasse maggiore pari a 2,3665516 UA e da un'eccentricità di 0,1528268, inclinata di 7,28704° rispetto all'eclittica.